# シークレットサーヴォイス
『シークレットサーヴォイス』（SECRET SERVoICE）は、ナムコ・ナンジャタウンのアトラクション。
フェスタリアン（プレイヤー）は「お嬢様」となり「執事」の声の案内で園内を散策しながら、事件を解決していく。

## 概要
来園者は「お嬢様」となり、個性豊かな執事たちのイケメンボイスに導かれながらナンジャタウン園内を巡る。
散策中は専用端末を首からぶら下げることになるが、この端末は呪いによってヒツジの姿にさせられた執事である。

## 世界観
プレイヤーは、とある街のお屋敷に住む「お嬢様」となる。
今日は初めて一般的な生活を体験するため、ナンジャタウンへお忍びで出かける大切な日。
お嬢様であるプレイヤーに対して、執事たちは丁寧にナンジャタウンという街のことや、そこに住まう人々のことなどを伝る。
初めて訪れたナンジャタウンで過ごす時間が最高の想い出になるよう、お屋敷に務める優秀な執事たちが貴方をナンジャタウンを案内する。
執事たちが耳元で囁く案内には、秘密が隠されている。

## アトラクションルール
執事たちの「声」を聞きながらナジャタウン園内を散策する。
体験時間は最大40分、歩いた場所や、聞いた内容によってシナリオが変化する。
体験中に「呪文」を手に入れることができるが、これは事件を解決に用いる。
無事、事件が解決できるとエンディングが変化する。
体験後はブロマイド（執事たちとの想い出写真）を手に入れることができるが、エンディングによってもらえる写真が異なる。

## キャラクター

### 執事キャスト
ダミアン 
声 - 緑川光
すべての章に登場する執事たちを束ねる執事長。素性もろもろ謎が多い執事長。上級執事。年齢、血液型、出身などすべてが謎に包まれているが、大変有能な執事で、やる事成す事全てプロ級。
五月女 ハルト（そおとめ ハルト）
声 - 鳥海浩輔
第1章に登場する執事。
お嬢様付きの執事の1人。真面目な性格ゆえ、何事も丁寧すぎると言われる事を少し気にしている。
お嬢様家族第一！特にそばでお仕えするお嬢様には徹底的に尽くすが、恋愛感情からではない、決してないと本人は否定している。
エンタ・ポンドバッグ
声 - 梶裕貴
第2章に登場する執事。
未だ誰付きでもない新人執事。実直で勢いがあり、熱血で頑張り屋。
とにかく全力、たとえ間違っていても全力。カッコイイ大人になるため、ビビリを克服しようと日々精進中。
柏木 磐梯（かしわぎ ばんだい）
声 - 中田譲治
第3章に登場する執事。
奥さま付きの執事兼ボディーガードの1人。
何をするにもワイルドなので、周りに怖がられがちだが根は優しい。
実は海外暮らしが長く、漢字が苦手。自分の名前も書けない。
エサ
声 - 不明
執事長と共に行動しながら、彼をサポートするネズミ。
ペットなのか、非常食なのか不明だが、食えるもんなら食ってみろ精神のできるネズミ。
施しは受けないが、カマンベルチーズは受ける。